# Bob Christie
 Bob Christie  (Grants Pass, Oregón, 4 de abril de 1924-Grants Pass, Oregón, 1 de junio de 2009) fue un piloto estadounidense. Bob Christie corrió la Champ Car desde 1956 hasta 1963 incluyendo las carreras de las Indianápolis 500 de esos años.

## Resultados

### 500 Millas de Indianápolis
| Año     | Coche   | Salida  | Vel. media | Ránking | Final   | Vueltas | V. líder | Retirado    |
| ------- | ------- | ------- | ---------- | ------- | ------- | ------- | -------- | ----------- |
| 1956    | 57      | 25      | 142.236    | 20      | 13      | 196     | 0        | a 4 vueltas |
| 1957    | 95      | 33      | 139.779    | 32      | 13      | 197     | 0        | a 3 vueltas |
| 1958    | 65      | 17      | 142.253    | 33      | 14      | 189     | 0        | Ret.        |
| 1959    | 65      | 24      | 143.244    | 13      | 25      | 109     | 0        | Ret.        |
| 1960    | 38      | 14      | 143.638    | 19      | 10      | 200     | 0        | Acabó       |
| 1961    | 32      | 16      | 144.782    | 24      | 17      | 132     | 0        | Ret.        |
| 1962    | 29      | 31      | 146.341    | 29      | 30      | 17      | 0        | Ret.        |
| 1963    | 52      | 18      | 149.123    | 16      | 19      | 126     | 0        | Ret.        |
| Totales | Totales | Totales | Totales    | Totales | Totales | 1166    | 0        |             |

| Carreras     | 8 |
| Poles        | 0 |
| Voltas líder | 0 |
| Victorias    | 0 |
| Top 5        | 0 |
| Top 10       | 1 |
| Retiradas    | 5 |

### Fórmula 1
(Clave) (negrita indica pole position) (cursiva indica vuelta rápida)
| Año  | Escudería            | 1   | 2       | 3       | 4      | 5   | 6   | 7   | 8   | 9   | 10  | 11  | Pos. | Puntos |
| ---- | -------------------- | --- | ------- | ------- | ------ | --- | --- | --- | --- | --- | --- | --- | ---- | ------ |
| 1954 | Christy              | ARG | 500 DNQ | BEL     | FRA    | GBR | GER | SUI | ITA | ESP |     |     | NC   | 0      |
| 1955 | Dean Van Lines       | ARG | MON     | 500 DNQ | BEL    | NED | GBR | ITA |     |     |     |     | NC   | 0      |
| 1956 | Helse / H.H. Johnson | ARG | MON     | 500 13  | BEL    | FRA | GBR | GER | ITA |     |     |     | NC   | 0      |
| 1957 | Jones & Maley Cars   | ARG | MON     | 500 13  | FRA    | GBR | GER | PES | ITA |     |     |     | NC   | 0      |
| 1958 | Federal Engineering  | ARG | MON     | NED     | 500 14 | BEL | FRA | GBR | GER | POR | ITA | MAR | NC   | 0      |
| 1959 | Federal Engineering  | MON | 500 25  | NED     | FRA    | GBR | GER | POR | ITA | USA |     |     | NC   | 0      |
| 1960 | Federal Engineering  | ARG | MON     | 500 10  | NED    | BEL | FRA | GBR | POR | ITA | USA |     | NC   | 0      |